# Pacôme Rupin
Pour les articles homonymes, voir Rupin.
Pacôme Rupin, né le 25 janvier 1985 à Chambray-lès-Tours (France), est un homme politique français.
Membre du Parti socialiste à partir de 2005, il est conseiller du 4e arrondissement de Paris de 2014 à 2020, et adjoint au maire de 2014 à 2017. Il rejoint En marche ! devenu La République en marche (LREM), dès sa création en 2016, et y occupe le poste de chargé de la mobilisation, coordonnant notamment la « Grande marche » du parti.
Il est élu député dans la septième circonscription de Paris lors des élections législatives de 2017. A l'Assemblée nationale, il est membre de la commission des Lois et vice-président du groupe LREM jusqu'en 2018, sous la présidence de Richard Ferrand.
Il est le directeur de campagne de Benjamin Griveaux pour les élections municipales de 2020 à Paris, puis est investi par LREM comme candidat à la mairie de Paris Centre, nouveau secteur rassemblant les quatre premiers arrondissements de Paris. Il est élu conseiller d'arrondissement.

## Formation, carrière professionnelle et engagement associatif
Pacôme Rupin a étudié en classes préparatoires au lycée Saint-Jean de Passy puis est sorti diplômé de l'ESSEC en 2009,. Il est également diplômé de l’université de Strasbourg en « méditation et neurosciences ».
Il travaille en cabinet de recrutement, puis rejoint le groupe SOS où il est chef de cabinet du délégué général Jean-Marc Borello à partir de 2010,.
Il est professeur de cours particulier en 2012 et 2013 pour Cap enseignement supérieur.
Il crée ensuite Babel31, une agence de conseil en communication à destination des entreprises et associations, qu'il vend en 2016, lorsqu'il rejoint En marche,.
Il est par ailleurs engagé au sein de plusieurs associations, notamment dans la lutte contre l’homophobie et dans le secourisme.
Depuis janvier 2023, il est directeur général de la Fondation Le Refuge,.

## Parcours politique

### Débuts
Il indique s'être engagé en politique en réponse à la présence de Jean-Marie Le Pen au second tour de l'élection présidentielle de 2002. Il rejoint le Parti socialiste en 2005, ainsi que le Mouvement des jeunes socialistes (MJS) du Val d'Oise (95) puis le Parti socialiste du 4e arrondissement de Paris. Il est membre des instances fédérales du PS de Paris.
En 2014, Pacôme Rupin est élu à la mairie du 4e arrondissement de Paris sur la liste PS conduite par Christophe Girard, et devient adjoint au maire,. Il démissionne de ses délégations en mai 2017, lorsqu'il est investi candidat aux législatives, mais reste conseiller d'arrondissement.
Dès sa création en avril 2016, il rejoint En marche et, sur sollicitation d'un membre du cabinet d'Emmanuel Macron, y occupe le poste de chargé de la mobilisation, qui couvre la coordination d'actions de terrain et la formation des adhérents. En mai 2016, il est notamment chargé de coordonner la « Grande marche » du parti. Il est salarié du parti de septembre 2016 à mai 2017, puis continue d'y travailler comme bénévole.

### Député de laXVelégislature
Pacôme Rupin est élu député de la septième circonscription de Paris (4e arrondissement et une partie des 11e et  12e arrondissements), lors des élections législatives de 2017.
Il fait partie des nouveaux députés LREM issus du milieu de l'entreprise et séduits par le côté « start-up » d’En marche : ils assument vouloir transposer les règles de l’entreprise à l’exercice de leur mandat politique et ont eux-mêmes imprégné le fonctionnement de LREM de leurs méthodes et de leur vocabulaire,.
Vice-président du groupe La République en marche chargé de la cohésion du groupe sous la présidence de Richard Ferrand, il anime à partir de septembre 2017 un « laboratoire d’innovation politique », composé d’une trentaine de députés, qui doit expérimenter de nouvelles méthodes de travail après les difficultés éprouvées durant l'été. Il est proche de Richard Ferrand et de Gilles Le Gendre, présidents successifs du groupe LREM.
Avec Guillaume Gouffier-Cha, il dépose en décembre 2020 une proposition de loi visant à supprimer la Métropole du Grand Paris.
En juillet 2021, il annonce voter contre le projet de loi sur le pass sanitaire, estimant qu'il constitue une « atteinte majeure à la liberté d'aller et de venir », et démissionne de son poste de whip de la commission des lois.
Il ne se représente pas aux élections législatives de juin 2022.

### Élections municipales de 2020 à Paris
En vue des élections municipales de 2020 à Paris, il devient secrétaire général de l'association Avec Benjamin Griveaux et coordonne un comité de pilotage de 12 personnes mis en place pour préparer la campagne de LREM, puis devient directeur de campagne de Benjamin Griveaux après sa désignation par la commission nationale d'investiture du parti,. Pacôme Rupin est tête de liste LREM dans le nouveau secteur Paris Centre rassemblant les quatre premiers arrondissements de Paris. Il promet de démissionner de son mandat de député s'il est élu maire de cet arrondissement. Au second tour, sa liste arrive en troisième position dans l'arrondissement avec 14 % des voix, et il en est le seul élu conseiller d'arrondissement.

## Résultats électoraux

### Élections législatives
| Année | Parti | Parti | Circonscription | 1er tour | 1er tour | 1er tour | 2d tour | 2d tour | 2d tour |
| Année | Parti | Parti | Circonscription | Voix     | %        | Rang     | Voix    | %       | Issue   |
| ----- | ----- | ----- | --------------- | -------- | -------- | -------- | ------- | ------- | ------- |
| 2017  |       | LREM  | 7e de Paris     | 19 381   | 42,98    | 1er      | 19 637  | 55,90   | Élu     |

### Élections municipales
Les résultats ci-dessous concernent uniquement les élections où il est tête de liste.
| Année | Parti | Parti | Circonscription | Premier tour | Premier tour | Premier tour | Second tour | Second tour | Second tour | Sièges | Sièges | Sièges |
| Année | Parti | Parti | Circonscription | Voix         | %            | Rang         | Voix        | %           | Rang        | CM     | CP     | MGP    |
| ----- | ----- | ----- | --------------- | ------------ | ------------ | ------------ | ----------- | ----------- | ----------- | ------ | ------ | ------ |
| 2020  |       | LREM  | Paris Centre    | 6 271        | 21,07        | 2e           | 3 627       | 14,00       | 3e          | 1 / 24 | 0 / 8  | 0 / 3  |